# Port lotniczy Malargüe-Comodoro D. Ricardo Salomón
Port lotniczy Malargüe-Comodoro D. Ricardo Salomón (IATA: LGS, ICAO: SAMM) – port lotniczy położony w Malargüe, w prowincji Mendoza, w Argentynie.